# Atefeh Ahmadi
Atefeh Ahmadi (persisch عاطفه احمدی; * 23. Dezember 2000 in Teheran) ist eine iranische Skirennläuferin. Sie tritt im Super-G, Slalom und Riesenslalom an.

## Karriere
Ihr Vater war Mitglied der iranischen Skilanglauf-Nationalmannschaft. Er wurde auch der erste Trainer von Atefa und ihrer Schwester Hadis. Sie begann mit drei Jahren Ski zu fahren.
Seit 2017 ist sie im Erwachsenenbereich aktiv; in der darauffolgenden Saison gewann sie ihr erstes Gold im Riesenslalom bei der nationalen Meisterschaft in Darbandsar. Bei den asiatischen Meisterschaften 2018 in Darbandsar gewann sie Silber im Super-G. Bei den asiatischen Meisterschaften 2022 in Mzaar Kfardebian (Libanon) gewann sie Silber im Slalom und Riesenslalom. Sie nahm an den Weltmeisterschaften 2019 in Åre (Schweden) und 2021 in Cortina d’Ampezzo teil. Außerdem startete sie bei den Olympischen Winterspielen 2022 in Peking. Sie war die einzige Frau aus dem Iran die teilnahm und Fahnenträgerin des Iran.
Im Januar 2023 beantragte sie Asyl in Deutschland. Offiziell war sie nach Europa gereist um sich auf die Weltmeisterschaften in Frankreich im Februar vorzubereiten.
Seit dem 20. Dezember 2023 ist Ahmadi die erste Athletin der FIS die unter der Flagge des FIS Refugee Team startet.

## Erfolge

### Olympische Winterspiele
- Peking 2022: DNF Slalom

### Weltmeisterschaften
- St. Moritz 2017: 57. Slalom, 92. Riesenslalom
- Åre 2019: 46. Slalom, DSQ Riesenslalom
- Cortina d’Ampezzo 2021: 46. Riesenslalom, DNF Slalom

### Sonstige Erfolge
- 10 Siege bei FIS-Rennen